# Condylostylus decoripes
Condylostylus decoripes är en tvåvingeart som beskrevs av Becker 1922. Condylostylus decoripes ingår i släktet Condylostylus och familjen styltflugor.
Artens utbredningsområde är Peru. Inga underarter finns listade i Catalogue of Life.